# Артемово (Грязовецький район)
Арте́мово (рос. Артёмово) — присілок у складі Грязовецького району Вологодської області, Росія. Входить до складу Ростиловського сільського поселення.

## Населення
Населення — 8 осіб (2010; 15 у 2002).
Національний склад (станом на 2002 рік):
- росіяни — 100 %